# Marco e Giò
Marco e Giò è un duo radiotelevisivo formato da Marco Galli e Giovanni Ferraris 

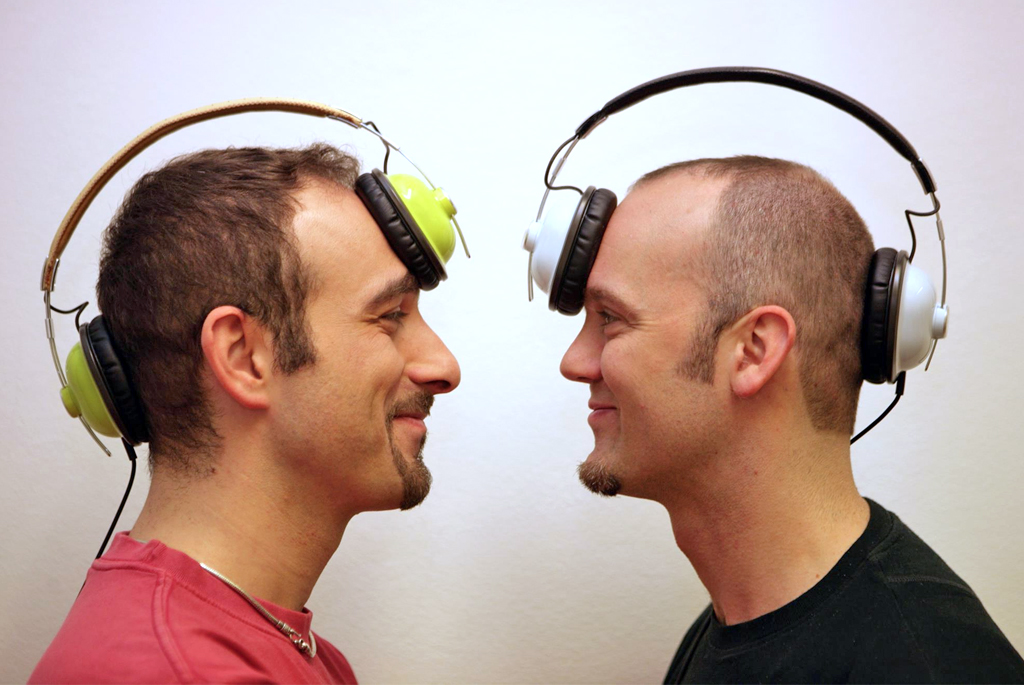
La coppia radiofonica Marco e Giò

## Biografia
Marco e Giò fanno coppia fissa sia in radio che in televisione dal 1992.
Dopo alcuni anni passati sulla radio locale torinese Radio Torino Popolare, nel 1998 vengono chiamati a condurre il programma "Arrivano i nostri" su videomusic fino alla chiusura dell'emittente nel 2001. Nell'estate 2001 conducono, insieme a Samantha de Grenet, il programma "Calcio d'estate - sotto il segno del beach soccer" in onda su Italia 1 e nello stesso anno comincia la collaborazione con Coming Soon Television durata sette anni e che li vede alla conduzione di numerose produzioni in giro per l'Italia.
Durante l'estate del 2002 Claudio Cecchetto gli affida la fascia pomeridiana su RTL 102.5-Hit Channel. Nel biennio 2004 - 2005 conducono la rubrica "Di che animale sei?" nel programma "Timbuctu", in onda su Rai 3 e condotte da Ilaria D'Amico e Sveva Sagramola. Nello stesso periodo, il Centro di Produzione Rai di Torino parte con il programma contenitore per ragazzi " Treddi", in onda tutti i pomeriggi su Rai 3, primo esperimento di animazione motion capture in diretta che li coinvolge come conduttori e autori.
Tornano a fare radio nel 2008 con il programma quotidiano "00K" in onda per sei anni nel pomeriggio di Radio Kiss Kiss.
In rappresentanza di Radio Kiss Kiss sono nella giuria tecnica della finale di Amici 2009 in onda su Canale 5 e nella stessa estate conducono una striscia musicale nel programma "Amici in tour" in onda su Mediaset Premium.
Nel 2011 sono parte della giuria tecnica del programma "Star Academy" condotto da Francesco Facchinetti su Rai 2.
Dal 2016 conducono il "Morning Show" su Radio GRP.

## Televisione
- Arrivano i nostri - Videomusic/TMC 2 (1998-2001)
- Calcio d'estate - Italia 1 (2001)
- Coming Soon Television (2001-2008)
- Beach Planet - Odeon TV (2003)
- Timbuctu - Rai 3 (2004-2005)
- Treddi - Rai 3 (2004-2006)
- Amici in tour - Mediaset Premium (2009)
- Un rifugio per due - GRP Televisione (2015-2018)

## Radio
- Voci dalla cantina - Radio Torino Popolare (1992-1998)
- I monellacci - RTL 102.5/Hit Channel (2002)
- 00K - Radio Kiss Kiss (2008-2013)
- Morning Show - Radio GRP

## Telepromozioni
- Barilla
- Twenty Century Fox
- Avis
- Tiscali
- Yahoo!
- Ciocorì